# 赫勒·托寧-施密特
赫勒·托寧-施密特（丹麥語：Helle Thorning-Schmidt，丹麥語發音：[ˈhelə ˈtsʰoɐ̯ne̝ŋ ˈsme̝t]；1966年12月14日—）是丹麥政治人物，前任丹麥首相，丹麥社會民主黨黨魁。她是丹麥史上第一位女性首相。2015年敗選後辭去首相和黨领袖并退出政壇。

## 經歷
2005年丹麥議會選舉社民黨敗選後接替莫恩斯·呂克托夫特任黨主席。她帶領社民黨參選2007年議會選舉，2011年9月15日的議會選舉後，社民党並未取得多數優勢，維持第二大党，但她成功協調其他在野黨合組政府，成為丹麥歷史上第一位女首相。
她在2005年獲選為丹麥議會議員之前，於1999年至2004年間擔任歐洲議會議員。
2011年10月3日起，擔任丹麥首相，為丹麥史上第一位女性首相。
2015年1月11日，施密特出席法國巴黎反對恐怖主義大遊行。
2016年辭去國會議員，正式退出政壇。之後參與不同國際組織和慈善團體，如拯救兒童的總裁至今。

## 家庭
她是前英國工黨黨魁金諾克的儿媳婦。1996年，与斯蒂芬·金諾克結婚，婚后育有兩女。

## 外部連結
- 赫勒·托寧-施密特個人網站 （页面存档备份，存于）

| 政党职务                      | 政党职务               | 政党职务                      |
| ----------------------------- | ---------------------- | ----------------------------- |
| 前任者： 莫恩斯·呂克托夫特    | 社會民主黨黨魁 2007年– | 現任                          |
| 官衔                          |                        |                               |
| 前任者： 拉爾斯·勒克·拉斯穆森 | 丹麥首相 2011年–2015年 | 繼任者： 拉尔斯·勒克·拉斯穆森 |